# Ipu
Ipu királyi dajka volt az ókori egyiptomi XVIII. dinasztia idején; III. Thotmesz feleségének, Szatiah királynénak az anyja.
Lánya egy áldozati asztalán említik nevét; ezt Abüdoszban találták, ma a kairói Egyiptomi Múzeum őrzi. Ipu címe Az isten dajkája volt.
Ipunak hívták Jahmesz Pennekhbet feleségét is, lehetséges, hogy a két személy azonos.